# 小行星4254
小行星4254（4254 Kamel）是一颗围绕太阳公转的小行星。1985年10月24日，克拉斯-英格瓦·拉格爾科維斯特在Kvistaberg发现了此天体。
这颗小行星的绝对星等为227.0521442344329等。